# Raketentestgelände Kura

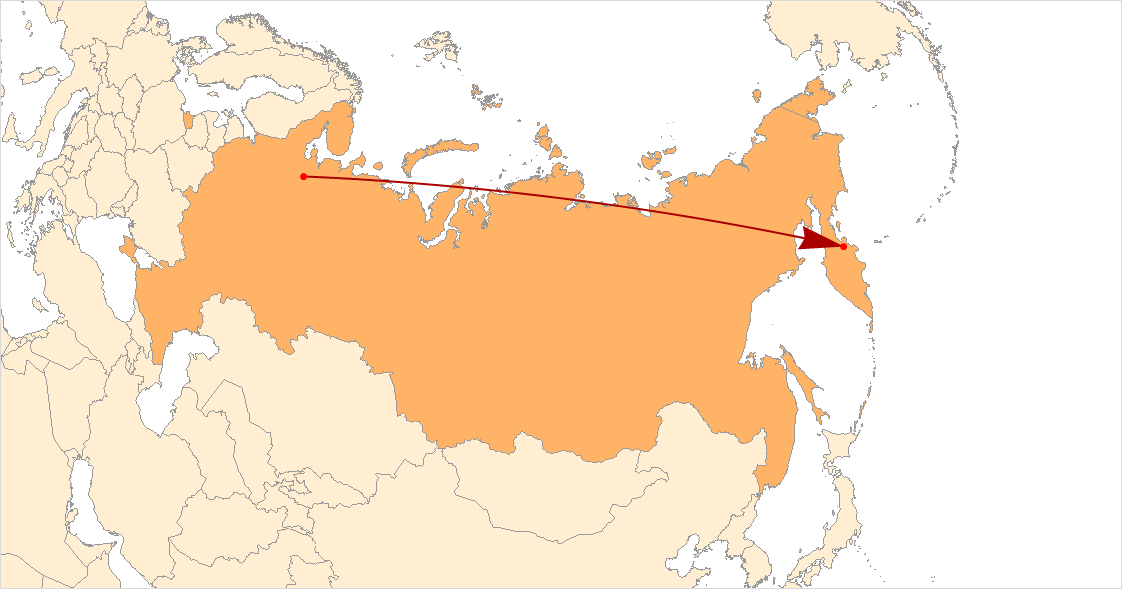
Flugbahn vom Startplatz Plessezk nach Kura, 5700 km

Das Raketentestgelände Kura (russisch Ракетный полигон Кура́) ist eine Einrichtung der russischen Streitkräfte auf der Halbinsel Kamtschatka im Fernen Osten.
Das über 13.000 km² große Gelände erstreckt sich in unbesiedeltem Gebiet am Fluss Osjornaja im Nordosten der Halbinsel. Sein Zentrum befindet sich gut 500 km nordnordöstlich der Regionshauptstadt Petropawlowsk-Kamtschatski und 125 km von Kljutschi, nördlich des Vulkans Schiwelutsch. Kura wurde ab 1955 als Zielgebiet für Interkontinentalraketen eingerichtet und 1957 in Betrieb genommen. Bis 2011 sind mehr als 5500 Treffer eingeschlagen.
Der größte Teil der zugehörigen Militäreinheiten ist in einer Garnison am Südrand von Kljutschi stationiert (Codenamen Kljutschi-1 und Kljutschi-20). Im Zielgebiet selbst existieren mehrere Messstationen mit zugehörigen kleineren Einheiten. Von US-amerikanischer Seite wird das Zielgebiet seit den 1970er-Jahren hauptsächlich vom Cobra-Dane-Radarsystem auf dem heutigen Eareckson-Luftwaffenstützpunkt überwacht, der sich auf der knapp 1000 km entfernten Aleuten-Insel Shemya befindet.